# رسائل الأحياء
رسائل الأحياء (بالإنجليزية: Biology Letters) هي دورية علمية حيوية تعتمدُ على مراجعة الأقران، نشرتها الجمعية الملكية في لندن، وتركزُ على النشر السَريع للمراجعات والمَقالات البحثية القصيرة عالية الجودة. يترأسُ تحريرَ هذه الدورية البروفيسور ريتشارد باتاربي من الجمعية الملكية (جامعة كلية لندن) والذي تدعمُه هيئة التحرير الدولية من العُلماء العاملين.

## المحتويات والمواضيع
بالإضافة إلى المقالات البحثية القصيرة التقليدية، نشرت المجلة مؤخرًا ميزات خاصة وسلسلة صغيرة، الميزات الخاصة عبارة عن مجموعات تصل إلى 20 مقالة حول موضوع محدد ويتم نشرها عبر إصدارات متعددة. تتضمن السلسلة المصغرة ما يصل إلى ستة مقالات منشورة. 

## التاريخ
تم فصل المجلة عن وقائع الجمعية الملكية للعلوم البيولوجية في عام 2005 بعد نشرها كملحق، ففي الأصل تم نشره بشكل ربع سنوي، ثم نصف شهري، ومنذ عام 2013 يتم نشره شهريًا. توقفت الطباعة مع بداية عام 2020.

## الفهرسة
اعتبارًا من عام 2017 (مؤشر JCR نسخة محفوظة 12 مايو 2017 على موقع واي باك مشين.‏ 2016)، تمتلك رسائل الأحياء عامل تأثير 3.1 وتحتل المرتبة 17 في فئة علم الأحياء. يتم فهرسة المجلة في الباحث العلمي لجوجل وبوبمد وسكوبوس وويب أوف سسينس.

## روابط خارجية
- الموقع الرسمي
- منشورات الجمعية الملكية
- الجمعية الملكية